# شعر وجداني
الشعر الوجداني أو الغنائي هو شكل شعري من المشجاة. ويهدف في المقام الأول إلى تحفيز المشاعر بدلاً من توصيل الخبرة بصدق. الفجيعة هي موضوع شائع في الشعر الوجداني. وقد وصفه ابن طبابا في كتابه عيار الشعر.